# Піхно Дмитро Іванович
Дмитро́ Іва́нович Піхно́ (1853–1913, Київ) — економіст і журналіст, політичний та державний діяч консервативно-монархічних поглядів. Ідеолог російського промислового націоналізму.
Професор Київського університету, один з лідерів «Союза русского народа», редактор російської націоналістичної газети «Киевлянин» у 1879—1911 рр.
Підтримував репресії, спрямовані проти революційно настроєних мас. Фейлетоністи неодноразово називали його прізвище поряд з прізвищем Крушеван — обоє вони, через газети «Киевлянин» і «Бессарабец», намагались проводити чорносотенну політику зросійщення відповідно українського й молдовського народів. Не визнавав «ритуальної» офіційної версії вбивства Андрія Ющинського.

## Сім'я
- Біологічний батько одного з лідерів "Білого руху" Василя Шульгіна.

## Наукові роботи
- «Исторический очерк мер гражданских взысканий по русскому праву» («Киевские Университетские Известия», 1874, № 8, 9, 10),
- «Коммерческие операции Государственного банка» (там же, 1876, № 5, 7, 8, 9, 10 и отд.),
- «О чиншевом владении» (в «Трудах Киевского юридического общества», «Университетских Известиях» и «Киевлянине», 1877),
- «Торговопромышленные стачки» (Киев, 1885),
- «Закон спроса и предложения» (Киев, 1886),
- «Железнодорожные тарифы. (Опыт исследования цены железнодорожной перевозки)» (Киев, 1888),
- «Основания политической экономии» (Киев, 1890).
- «Закон спроса и предложения. (К теории ценности)» (Киев, 1886)
- «Политическая экономия» (Житомир, 1887);
- «Значение для России хлебных цен (По поводу кн.: „Влияние урожаев и хлебных цен на некоторые стороны русского народного хозяйства“)» (Киев, 1897)
- «Финансовые заметки» (Киев, 1909).